# Sempachersee
Sempachersee (francouzsky Lac de Sempach, italsky Lago di Sempach, rétorománsky Lai da Sempach) je jezero ve Švýcarsku. Po Vierwaldstättersee a Zugersee je to třetí největší jezero kantonu Lucern.

## Geografie

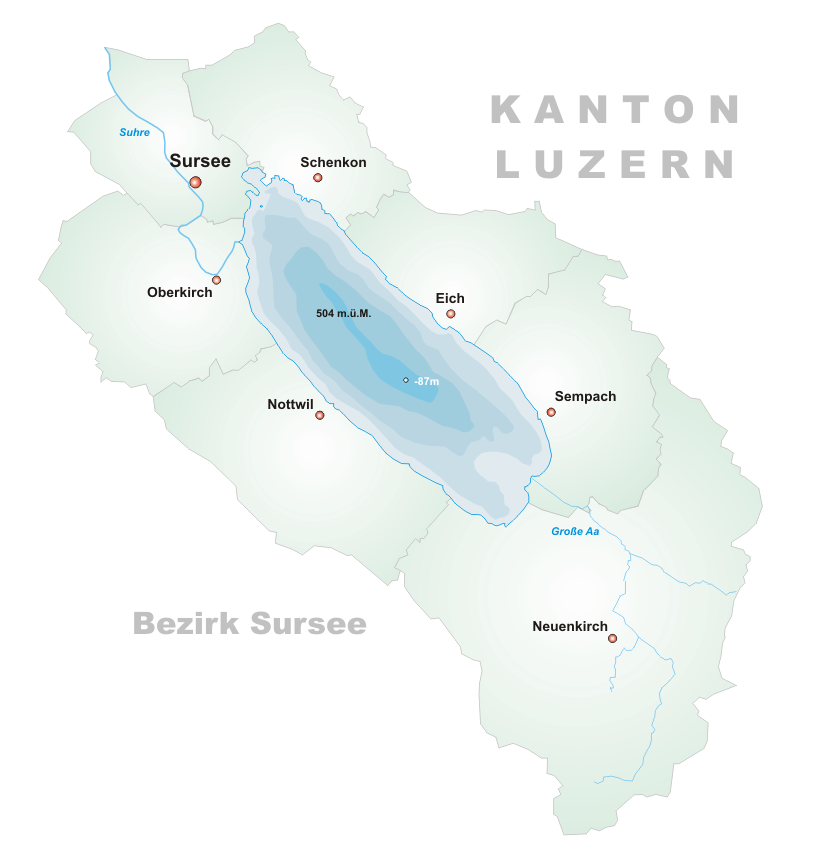
Mapa Sempachersee

Jezero leží v nadmořské výšce 504 m, jeho jižní okraj je vzdálen asi 12 km severozápadně od Lucernu. Má rozlohu 14,5 km², na délku od jihovýchodu na severozápad měří 7,5 km, jeho šířka je 2,4 km a v nejhlubším místě je hluboké 87 m. V severní části jezera leží malý ostrov Gammainseli, známý svými nálezy z pozdní doby bronzové.

## Sídla
Nejvýznamnějším sídlem v okolí jezera je město Sursee, kde byly nalezeny zbytky kůlových obydlí z neolitu a doby bronzové, zapsané na seznamu UNESCO. Další sídla jsou:
- Oberkirch
- Nottwil
- Schenkon
- Eich
- Sempach

## Vodní režim
Jezero má několik přítoků, z nichž nejvýznamnější jsou řeky Große a Kleine Aa. Voda z něj následně odtéká řekou Suhre. Průměrný průtok vody jezerem činí 1,3 m³/s.

## Zajímavosti
U jezera se každý rok na začátku července konají závody v triatlonu Sempachersee Triathlon.

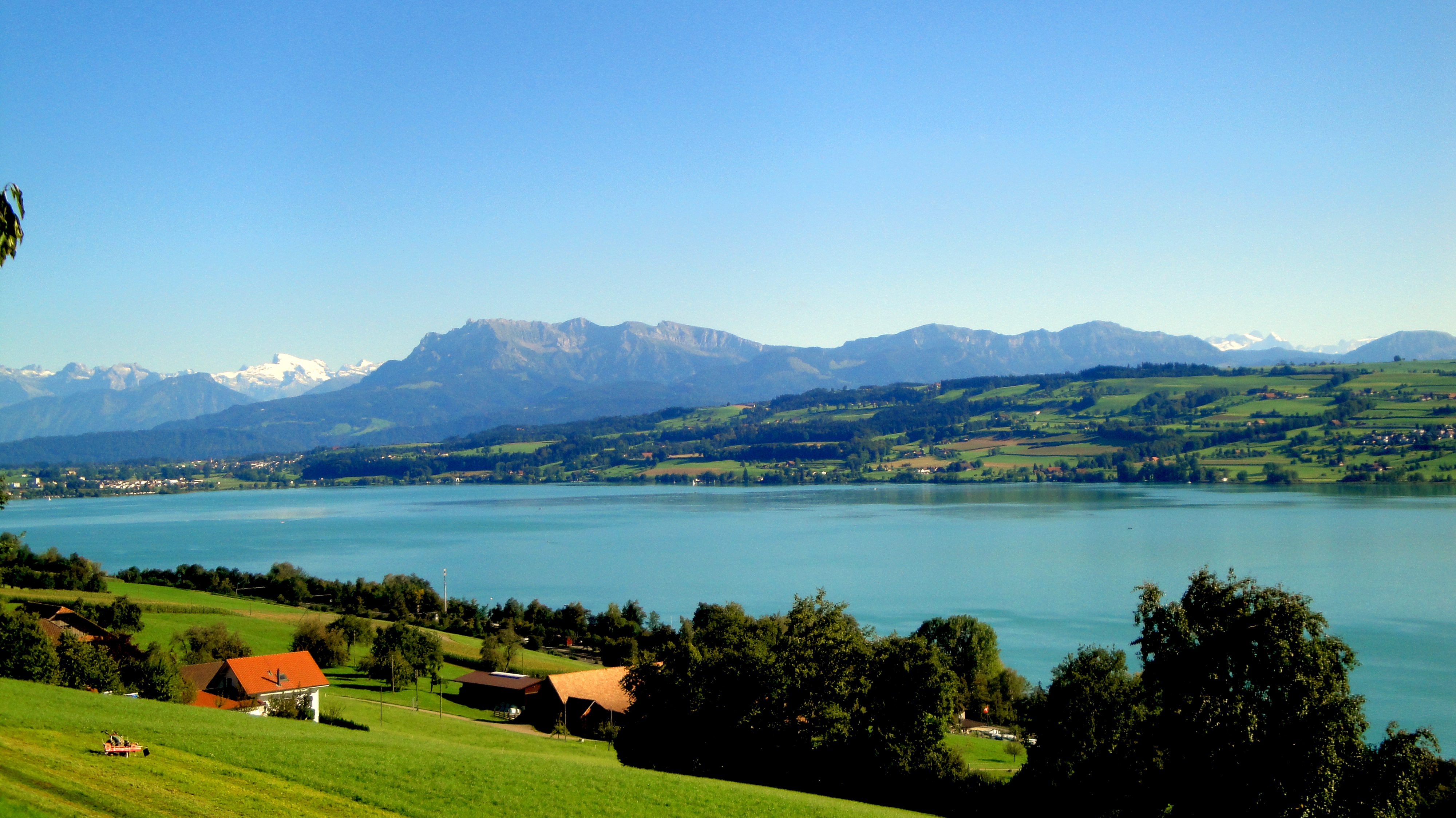
Sempachersee, v pozadí Titlis a Pilatus
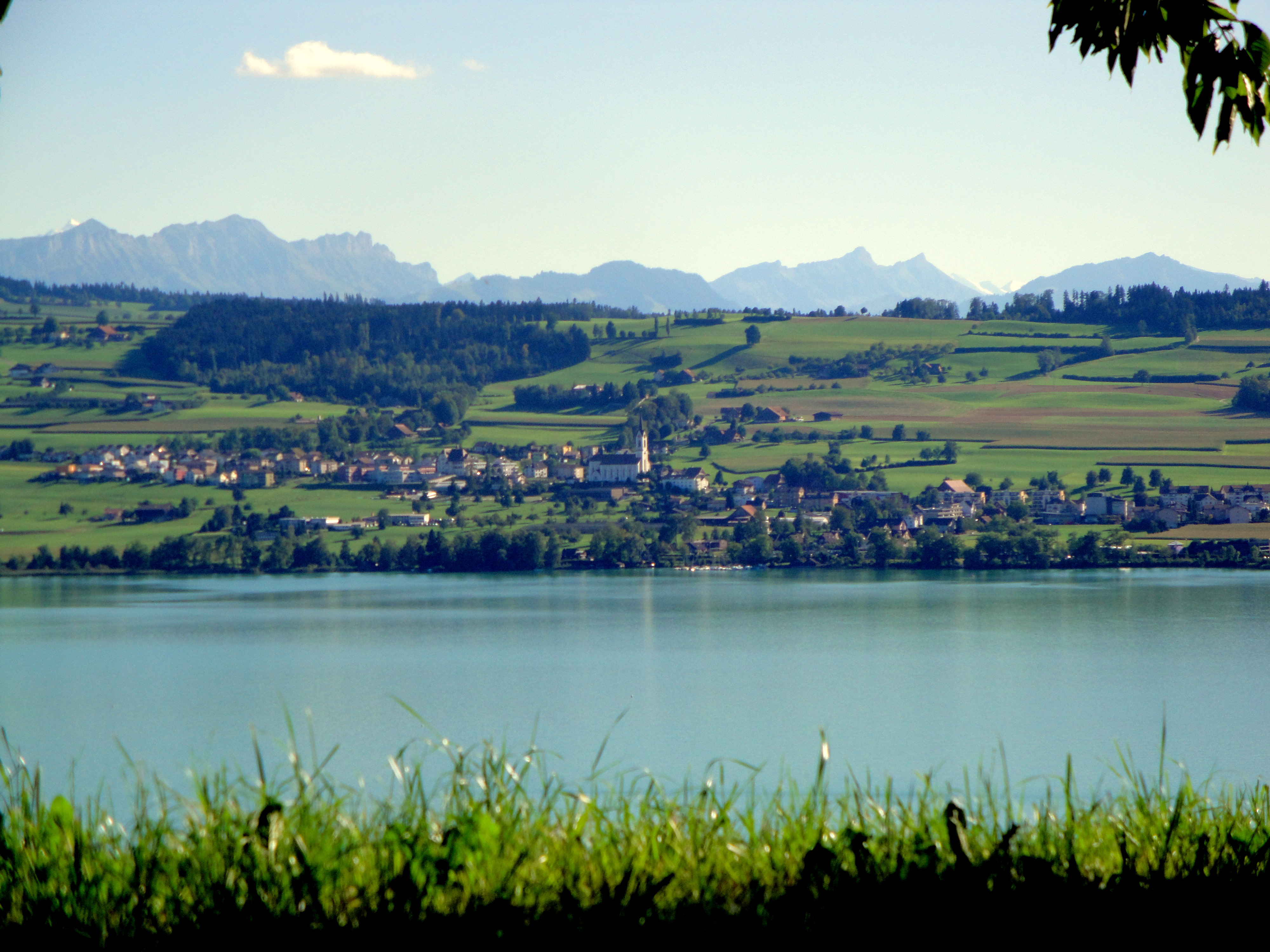
Nottwil ze severu